# Tylka
Tylka est une localité polonaise de la gmina de Krościenko nad Dunajcem, située dans le powiat de Nowy Targ en voïvodie de Petite-Pologne.